# Mesochorus instriatus
Mesochorus instriatus là một loài tò vò trong họ Ichneumonidae.